# 洪仁玕
洪仁玕（1822年2月20日—1864年11月23日），名谦益，号吉甫。廣東花县人，太平天国领导人之一，是洪秀全的族弟、拜上帝会早期创始成员。因金田起义前往英屬香港逃避清朝抓捕，並跟隨傳教士學習英文，現被香港基督教界視為早期重要華人傳道人。1859年三月十三到天京（即南京），封干天福，继封干天义护京主将，1859年四月初一獲封為九门御林开朝精忠軍師顶天扶朝纲干王，赐福千岁同八千岁，“京城内不决问干王”。洪仁玕提出的《資政新篇》，在當時的中國算是相當先進的思想。

## 生平
洪仁玕是洪秀全1843年創立的拜上帝教最先的信徒之一（另一人為馮雲山）。1851年太平天国金田起義後，在廣東的洪仁玕曾試圖前往廣西會合洪秀全，因清朝官兵在各地搜查嚴密而被迫折返。1852年洪仁玕到香港，認識瑞典籍傳教士韓山明，不久返回廣東，次年在廣東从韓山明受洗。1854年洪仁玕曾到上海，欲到天京而未果，在倫敦佈道會的墨海书馆居留了半年，後來回到香港，成為伦敦传道会傳道人，並继续學習西方事物。
洪仁玕與香港英華書院頗有淵源，早年與洪秀全和馮雲山同受由英華書院印刷的《勸世良言》啓發，對太平天國的起始和理念有一定影響，後在香港居住時洪仁玕又曾於英華書院任教中文，並在校內向外國傳道人講述太平天國的理念。
1858年6月，洪仁玕从香港出发，走陆路经广东、江西、安徽；次年4月，捻转到達天京。洪秀全見面後得知洪仁玕曾學習西方事物，大喜，封為軍師、干王，让他总理天国政事。不過天朝其他幹部對洪仁玕未立寸功而封王感到不服，洪秀全便陸續封其他有功將吏為王。
洪仁玕據他在香港多年所見所學的西方知識，提出《資政新篇》，作為太平天国長遠發展的綱領。《資政新篇》除了有政治上團結領導的主張外，在經濟上更提出要學習西方：興商業、辦銀行、建設鐵路、開礦、辦郵政；而且還提出要有保護人身的司法制度、辦報紙傳遞訊息及監督政府等等。外交上，《資政新篇》提出放棄萬方來朝的幻想，向西方開放，雙方平等對待。《資政新篇》的內容基本上包涵各種發展資本主義社會的要素，在某程度上比日後清廷的洋務運動及維新運動更為全面及徹底。但由於他並沒有任何實際作戰及行政經驗，加上他提出的改革不切實際，在長期戰爭的情況不許可，所以一直未實行。曾國藩的幕僚趙烈文看過《資政新篇》後，亦稱「於夷情最諳練……觀此一書，則賊中不為無人」。
洪仁玕雖獲任為軍師，但他的實際權力不大，在1861年初開始失勢，權力被削弱；而太平天国當時的客觀環境亦沒有機會讓他認真推行《資政新篇》內的主張，最終《資政新篇》仍是紙上談兵。
軍事上，洪仁玕曾參與1860年太平軍二破江南大營的策劃，後來又建議分兵兩路合取武漢以解安慶之圍，但功敗垂成。洪仁玕亦曾親自帶兵出戰。
1864年7月天京陷落時，洪仁玕正在浙江湖州。8月洪仁玕伴隨幼天王從湖州出走，計劃進入江西會合其他太平軍，再北上中原發展。在清軍窮追不捨下，10月9日洪仁玕在江西兵敗被俘。
1864年11月23日，洪仁玕在南昌被沈葆桢凌迟处死，临刑前做绝命诗一首并说：“人各有心，心各有志，故赵宋文天祥败于王坡岭，为張弘範所擒，传车送穷北，亦只知人臣之分当如此，非不知人力之难与天抗也。予每读其史传及正气歌，未尝不三叹流涕也，今予亦只法文丞相已。至于得失生死，付之于天，非吾所敢多述也。”
　　　　英雄吞吐气如虹，慨古悲今怒满胸。

　　　　猃允侵周屡代恨，五胡乱晋苦予衷。

　　　　汉唐突厥匈奴犯，明宋元辽鞑靼凶。

　　　　中国世仇难并立，免教流毒秽苍穹。

　　　　北狄原非我一家，钱粮兵勇尽中华。

　　　　诳吾兄弟相残杀，豪士常兴万古嗟。

### 引用
1. ↑  唯天為大. . WeShare. 2012-10-22. （原始内容存档于2016-08-25）.
2. ↑  《基督教與香港早期社會》，李志剛編著，2012，香港三聯出版
3. ↑  洪仁玕供词
4. ↑  唯天為大. . WeShare. 2012-10-22. （原始内容存档于2016-08-13）.